# Gerard II van de Gulikgouw
Gerard II van de Gulikgouw (overleden in 1081) was van 1029 tot aan zijn dood graaf van de Gulikgouw. Hij behoorde tot het huis Gulik.

## Levensloop
Gerard II was een zoon van Everhard van de Gulikgouw en diens onbekend gebleven echtgenote. In 1029 volgde hij zijn grootvader Gerard I op als graaf van de Gulikgouw, aangezien zijn vader toen al was overleden.
Over zijn regeerperiode is weinig bekend. Gerard II overleed in 1081, na een regering van ongeveer vijftig jaar.
Met zijn onbekend gebleven echtgenote kreeg hij twee zonen: Gerard III (overleden in 1118), zijn opvolger als graaf van de Gulikgouw, en Gerlach.